# Cressida cressida
Cressida cressida este un fluture diurn de dimensiuni medii din familia Papilionidae

## Morfologie
Anvergura aripilor constituie 70 – 80 mm. Aripile anterioare ale masculilor sunt semitransparente, uneori pot fi colorate în alb sau gri, cu două pete negre și cu marginea anterioară mai îngroșat și întunecată. Baza lor este neagră. Aripile posterioare de regulă sunt negre, cu excepția regiunii centrale, albe. În apropierea marginilor posterioară și parția cea anterioară a aripilor posterioare prezintă câte pete de diferite dimensiuni, de culoare roșie – vișinie. Nervurile principale ale aripilor sunt închise. 

Aripile femelelor, de asemenea sunt semitransparente, au și o nuanță vierzui – portocalie. Această colorație este mai intensă la ieșirea adultului din cocon, apoi ele devin transparente. Nuanțele de negru și roșu lipsesc la femele. 

## Dezvoltare
Ouăle sunt de culoare portocalie - maro, având un diametru de 0,9 – 1 mm. Larvele prezint o colorație variată, dar de obicei sunt roșu - maroniu până la maro închis sau chiar negru, cu marcaje albe și tuberculi pe suprafața corpului. Capul chitinizat este negricios - brun. Lungimea maximă a larvelor este 30 mm .

## Ecologie
Larvele se hrănesc cu frunzele de Aristolochia. Adulții habitează în savane și pădurile australiene de eucalipt, în poienele unde se găsesc plantele-gazdă pentru larve. Preferă pădurile riverane din Munții Marii Cumpene de Ape. Masculii sunt foarte activi zburând în timpul zilei până la o înălțime de 2 m deasupra solului. Femelele sunt întotdeauna găsite zburând foarte aproape de sol, în căutarea plantei-gazdă pentru depunerea ouălelor.

## Răspândire
Cressida cressida se întâlnește numai în statele de est ale Australieie și în Papua Noua Guinee.